# Wayland (Míchigan)
Wayland es una ciudad situada en el condado de Allegan, Míchigan, Estados Unidos. Tiene una población estimada, a mediados de 2023, de 4484 habitantes.

## Geografía
La localidad está ubicada en las coordenadas 42°40′23″N 85°38′30″O / 42.67306, -85.64167 (42.673081, -85.641727). Según la Oficina del Censo, tiene una superficie total de 7.79 km², de los cuales 7.67 km² corresponden a tierra firme y 0.12 km² están cubiertos de agua.

## Demografía
Según la estimación 2018-2022 de la Oficina del Censo, los ingresos medios de los hogares de la localidad son de $63,500 y los ingresos medios de las familias son de $78,490. Alrededor del 7.3% de la población está por debajo de la línea de pobreza nacional.